# Plenotocepheus verrucosus
Plenotocepheus verrucosus är en kvalsterart som beskrevs av Grobler 1995. Plenotocepheus verrucosus ingår i släktet Plenotocepheus och familjen Tetracondylidae. Inga underarter finns listade i Catalogue of Life.